# Трудный (полуостров)
Тру́дный — полуостров на юге Приморского края России.
Административно разделён между Находкинским городским округом и Партизанским муниципальным районом. Длина с севера на юг — около 20 км, с запада на восток — около 19 км. Сухопутная граница полуострова проходит по реке Коробковке и пади Барсучиха. Является продолжением более широкого полуострова на юге Приморья. Название дано в 1926 году геологом И. А. Преображенским за его сложное и трудное геологическое строение.
Местность полуострова представляет собой сильно расчленённое низкогорье, отроги Сихотэ-Алиня. На водоразделе заливов Восток и Находка расположены высокие сопки, ранее известные как хребет Восток с отрогами. Высшая точка на полуострове — 376 м.
Полуостров на востоке омывается водами залива Находка, на западе частично — водами залива Восток, значительная часть восточного побережья — участок открытого берега залива Петра Великого Японского моря. На полуострове большое количество озёр, речка Каменка, водопад.
Леса состоят в основном из дуба монгольского. По числу видов флоры полуостров превосходит ряд заповедников Приморского края. Особо охраняемая природная территория рекреационного назначения «Юго-западное побережье залива Петра Великого» утрачена (1998—2008).
В древности на территории полуострова существовали поселения, относящиеся к янковской культуре. Русские впервые поселились в бухте Находка в 1864 году; застали селения удэгейцев, тазов и китайцев. В первой половине XX века здесь существовали многочисленные селения корейцев, которые утратили значение с 1937 года. Ныне на западном побережье полуострова располагается посёлок Приисковый, на восточном — город Находка.

## Расположение
Полуостров без названия упоминается в американском издании 1918 года: «Мыс Средний, южная оконечность полуострова, отделяющего залив Америка от залива Восток на запад». В Историческом архиве Дальнего Востока сохранилась «схема-чертёж восточной части полуострова Находка» от 1918 года (с изображением селений и земельных участков в бухте Находка).
Полуостров Трудный представляет собой выступ суши между устьями рек Литовка и Партизанская. Является частью обширного полуострова на юге Приморья, ограниченного на севере широтной полосой, проходящей примерно по параллели 43°30' (Смоляниново—Милоградово) — области, омываемой с запада, юга и юго-востока водами Японского моря.
Сухопутная граница полуострова проходит по левому притоку Литовки — реке Коробковке и пади Барсучиха в районе станции Находка. Полуостров относительно изолирован от ближайших крупных горных хребтов — Партизанского и Ливадийского. Северная оконечность полуострова расположена к востоку от села Новолитовск, южная — на мысе Средний, западная — мыс Подосёнова, восточная — устье реки Партизанской. На полуострове полностью расположена основная часть города Находки за исключением удалённых «микрорайонов» Врангель и Ливадия.
С юго-востока к полуострову примыкает остров Лисий, который отделился от него 10—12 тысяч лет назад.

### Безымянный полуостров с мысом Астафьева
На юге полуострова Трудного расположен мыс Астафьева — северная оконечность полуострова, который образует восточную сторону бухты Находка. Полуостров упоминается в ЭСБЕ в статье «Петра Великого залив» (1898): «Залив Америка. …с зап. оконечности его выдаётся в море полуостров, заворачивающийся внутрь зал. Америка и образующий гавань Находка».

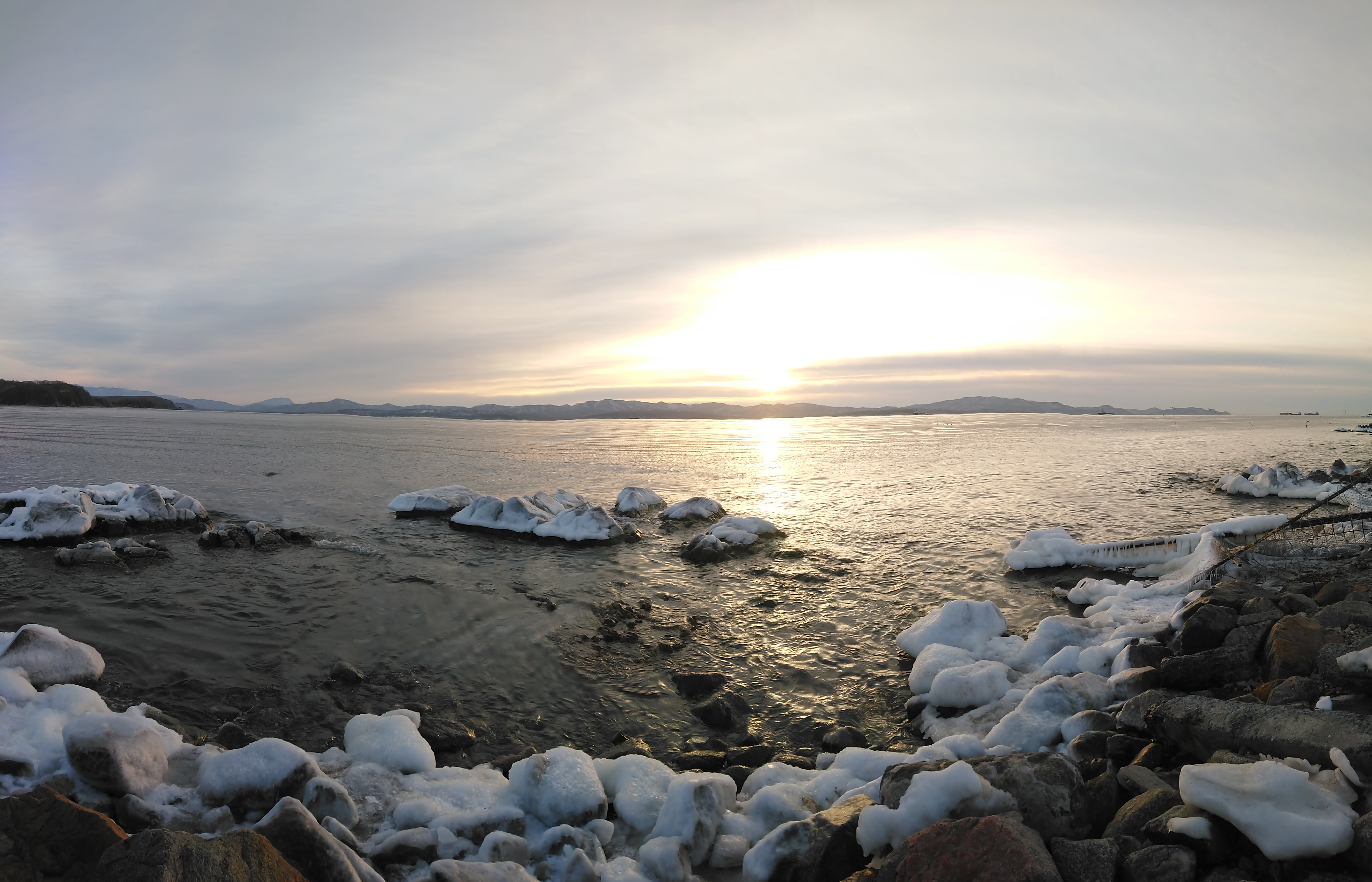
Со стороны залива Восток видно, как полуостров примерно на 20 км резко вдаётся в море
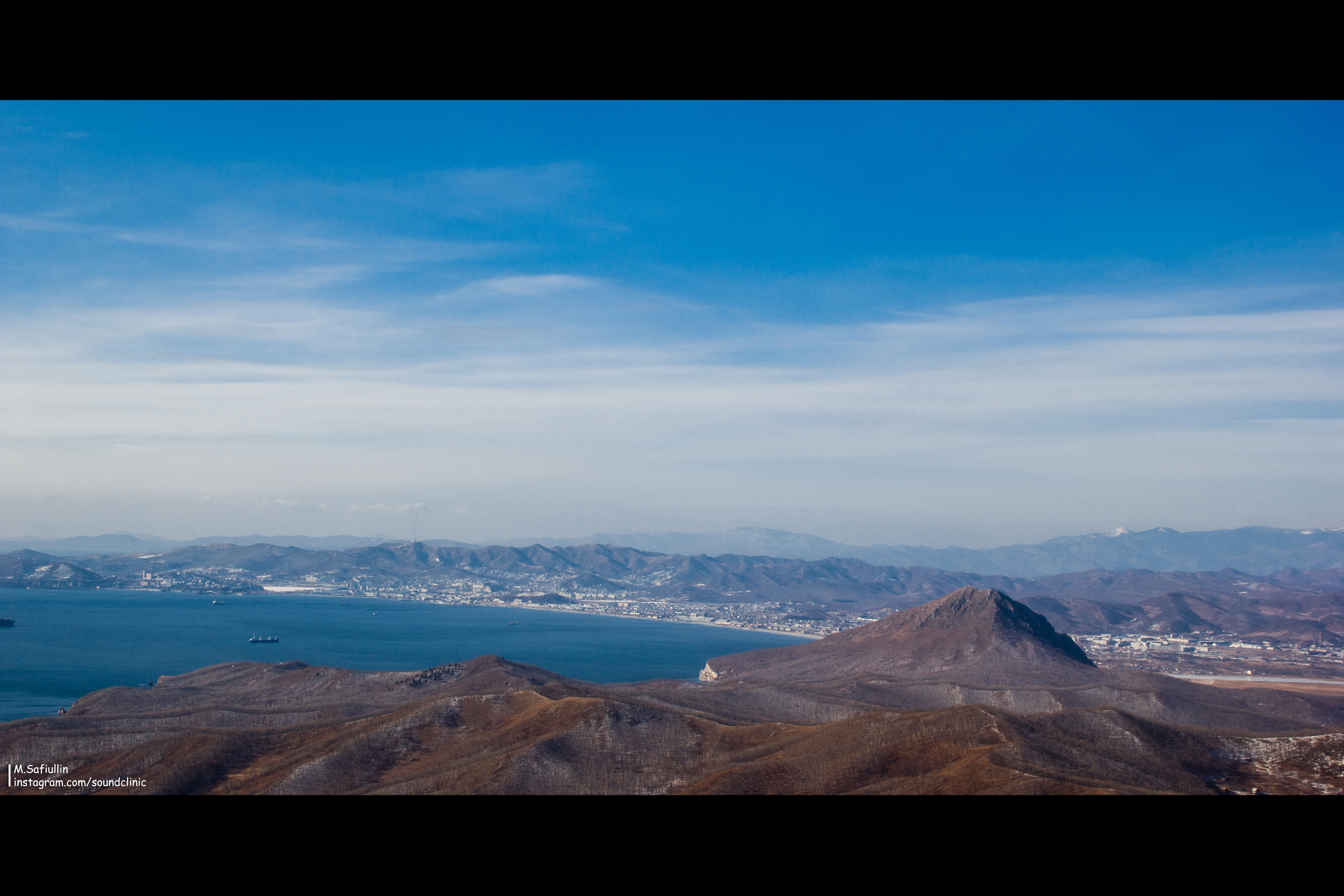
Вид на полуостров с востока
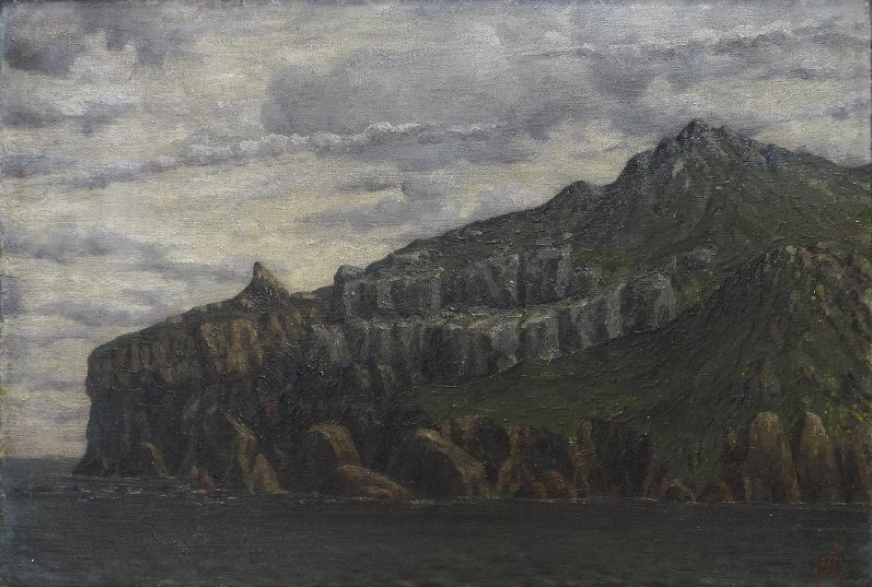
«Мыс Средний. Залив Америка». Н. М. Штуккенберг

## Геологическое строение
Полуостров состоит из верхнепалеозойских, юрских, неогеновых, верхнечетвертичных и современных образований. Он входит в зону главного антиклинория Сихотэ-Алиня.
В 1957—1958 годах под руководством В. П. Белоногова проводилась геологическая съёмка масштаба 1:25 000. В 1958—1959 годах партией № 154/4 геологического управления были изучены пермские и мезозойские образования полуострова.

### Стратиграфия
Нижний отдел пермской системы на полуострове представлен поспеловской свитой, которая выходит за пределы полуострова. Среди верхнепермских отложений на полуострове получили распространение чандалазский и людянзинский горизонты (людянзинская свита). Людянзинская свита на полуострове имеет мощность 650 м, залегает на известняках чандалазской свиты. Эта свита обнажена на морском побережье бухт Прогулочная (Людянза), Неизвестная и Тунгус. Нижняя часть свиты сложена светло-серыми среднезернистыми аркозовыми песчаниками. Выше располагается толща тёмносерых алевролитов. В изголовье бухты Тунгус наружу выходят фельзиты и порфиритовые туфы и туфобрекчии чандалазского горизонта. К западу залегает пачка фукоидных алевролитов. В нижней части пачки располагается линза криноидных известняков. На восточном берегу бухты Неизвестной в алевролитах найдены остатки аммонитов, отпечатки раковин. В бухте Прогулочной обнажаются алевролиты и углистые сланцы.
Находкинская свита — туфогенно-осадочная фация, чандалазская свита — терригенно-карбонатная фация. На сравнительно небольшой территории полуострова фации сменяют друг друга по простиранию. Находкинская свита в нижней части состоит из пачки известняков и известковистых песчаников со прослоями туфобрекчий и тёмно-серых алевролитов, развитой между мысами Средний и Попова. На горе Острая и в 0,8 км от вершины бухты Новицкого залегают две линзы серых пелитоморфных известняков мощностью до 100 м. Выше залегает пачка терригенных пород мощностью до 400 м, которые развиты западнее мыса Средний. На восточном берегу бухты Тунгус обнажается толща тёмно-серых алевролитов с прослоями песчаников. В находкинской свите на севере полуострова преобладают туфогенные породы. Низы свиты обнажены в железнодорожной выемке южнее озера Солёного.
От озера Солёного до гора Чёртов Утёс протягиваются полосой верхнепермские породы чандалазской свиты. На увале между озёрами Солёное и Лебединое туфогенные породы чередуются с континентальными отложениями с богатым комплексом ископаемой флоры. Разрез отложений чандалазского горизонта венчает Находкинский риф. Средний отдел триаса на полуострове представлен анизийскими отложениями, которые залегают в тектоническом блоке юго-восточнее бухты Прогулочной. Нижнеюрские отложения на полуострове распространены в виде шитухинской свиты, залегающей с перерывом на алевролитах и песчаниках на верхней перми. На небольшом участком северного и западного побережья бухты Неизвестной распространены раннеюрские отложения — труднинская толща, сложенная алевролитами, песчаником и конгломератами мощностью до 500 м. Неогеновая система: в районе бывших сёл Топауза и Лагонешт развита суйфунская свита. Нижний отдел четвертичной системы представлен аллювиальными отложениями к северу от бухты Подосёнова, где обнажаются сизые и жёлто-бурые суглинки. Средний отдел проявляется в бухте Тихангоу, верхний отдел — в бухте Козина.

### Интрузивный магматизм
На полуострове известны интрузивные породы среднего и основного состава, прорванные дайками и мелкими штоками верхнепалеозойских гранитов. На полуострове встречаются небольшие массивы позднепалеозойских пород. К первой и второй фазам позднепалеозойского комплекса относится, по-видимому, часть диоритовых и гранодиоритовых массивов полуострова, в том числе диориты мыса Астафьева. По мнению Н. М. Органовой, диориты и гранодиориты на полуострове перекрываются отложениями находкинской свиты. К интрузивным породам третьей фазы на полуострове относятся гранитоиды. На восточном берегу полуострова, между бухтами Тунгус и Мусатова, по данным Б. И. Васильева и Н. М. Органовой, гранитоиды перекрываются туфобрекчиями чандалазской свиты.
Выходы метаморфических пород позднего протерозоя имеются в бухте Отрада, редкой разновидности, гранат-кордиерит-силлиманитовые гнейсы и в районе Находкинского перевала — кварц-биотит-серицитовые сланцы.

### Тектоника
Тектонические структуры полуострова образованы верхнепалеозойским и мезозойским складкообразованием. Блоковая структура полуострова вызвана его расположением между чандалазской и сучанской ветвями Центрального Сихотэ-Алиньского структурного шва. Многочисленные разломы северо-восточного, северо-западного и субширотного направлений на полуострове разбивают Чандалазский синклинорий, имеющий северо-восточное простирание, на блоки площадью до 2—3 км². Тектонические разрывы северо-восточного, северо-западного, широтного и субмеридионального простирания связаны с мезозойским тектогенезом. В северо-восточном направлении полуострова от вершины бухты Неизвестной до изголовья бухты Находка проходит ось Находкинской сложной синклинали. Юго-восточное крыло синклинали, сложенное пластами верхнепермских известняков и песчаников, обнажено в береговых обрывах. По восточному побережью залива Восток проходит Топаузская депрессия — кайнозойская впадина, рассматриваемая как погружающийся блок, большая часть которого расположена ниже уровня моря.

### Сейсмология
В 7-балльной зоне относятся участки, приуроченные к главным зонам мезозойских разломов: район бухта Новицкого, мыса Среднего, от бухты Прогулочной до бухты Прозрачной, от бухты Прогулочной на падь Томиндон и бухту Находка. Здесь сильно дислоцированные скальные породы разбиты мельчайшими трещинами. В карьерах по всему побережью бухты Находка при сильном сотрясении от взрывов скальные породы превращались в мелкую щебёнку. К 8-балльной зоне относятся участки первой морской аккумулятивной террасы (поскольку они сложены мелкоземными грунтами с высоким стоянием грунтовых вод) бухт Тунгус, Прозрачной, Тихангоу и Находка, в вершине залива Находка и в устье реки Партизанской.

## Полезные ископаемые

### Месторождения золота
Многочисленные из известных россыпи Находкинского золоторудно-россыпного узла разрабатывались с древнейших времён. В 1861 году геологом Аносовым в районе бухты Находка обнаружены признаки золота. В бассейне бухты Отрада до революции действовали рудники Находкинский 1-й и Находкинский 2-й.
На американской карте 1943 года в районе бухты Отрада показана золотодобыча и две группы жилых построек.
Минерагеническая зона Находкинского золоторудно-россыпного узла полностью охватывает полуостров. Долинные россыпи, погребённые под лагунными и морскими отложениями Находкинского узла: Тихангоуская, Куранская и другие россыпи, почти все лога и ложбины золотоносны. В пределах Тихангоузского рудного поля (эксплуатировалось в 1965 году) золотоносные рудопроявления представляют собой рудные зоны и кварцевые жилы. В районе «Золотарей» добыча золота осуществлялась на подножии хребта и в долине, где впоследствии возник посёлок Тихангоу (ныне Приисковый). Шурфы и штольни сохранились до настоящего времени. В советское время добычу золота в этом районе вело Иманское приисковое управление геологоразведки. Четыре озера-котлована Приисковые в районе Золотарей, в 1950-е годах на месте озёр велись изыскательские работы золота. В северной части полуострова развито Фашидонское золоторудное месторождение (эксплуатировалось в 1965 году). Крупнейшее месторождение россыпей расположено в приустьевом участке реки Тихангоу. Другие россыпи находятся в ключах Золотой, Куран, Фашидон, Чепурной (левый приток ключа Куран), на восточном берегу залива Восток на участке от мыса Козина до устья реки Литовки.

### Прочие месторождения
По описанию И. С. Боголюбского (1876) напротив острова Близина находился пласт каменного угля. На полуострове имеются месторождения известняков (мыс Астафьева, 5 км на юго-юго-запад; бухта Находка; эксплуатировалось в 1965 году), гранита на Находкинском перевале (эксплуатировалось в 1965 году), осадочно-метаморфизованных пород Находкинское (эксплуатировалось в 1965 году), южнее мыса Попова имеется месторождение олова.

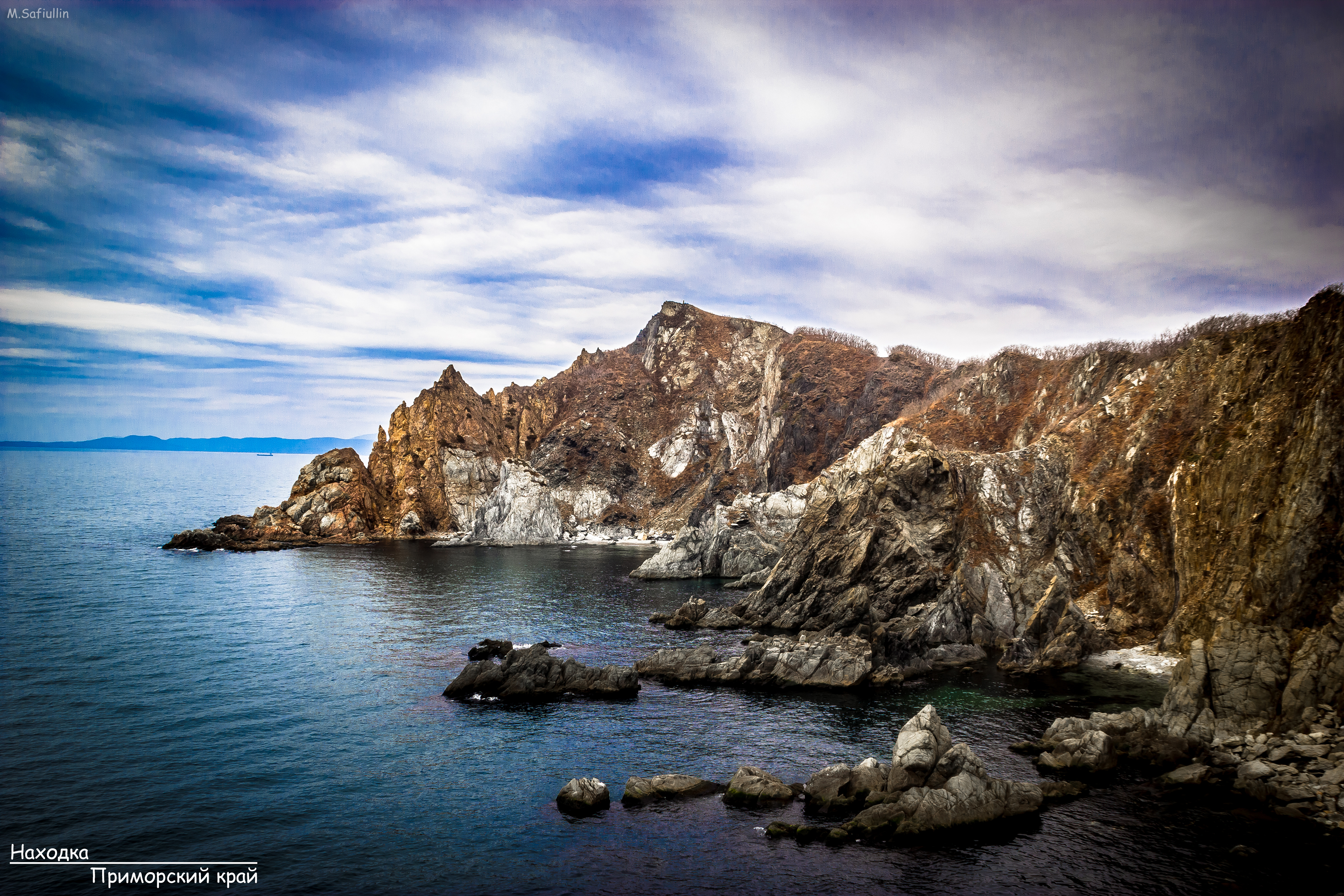
Скалы мыса Пассека
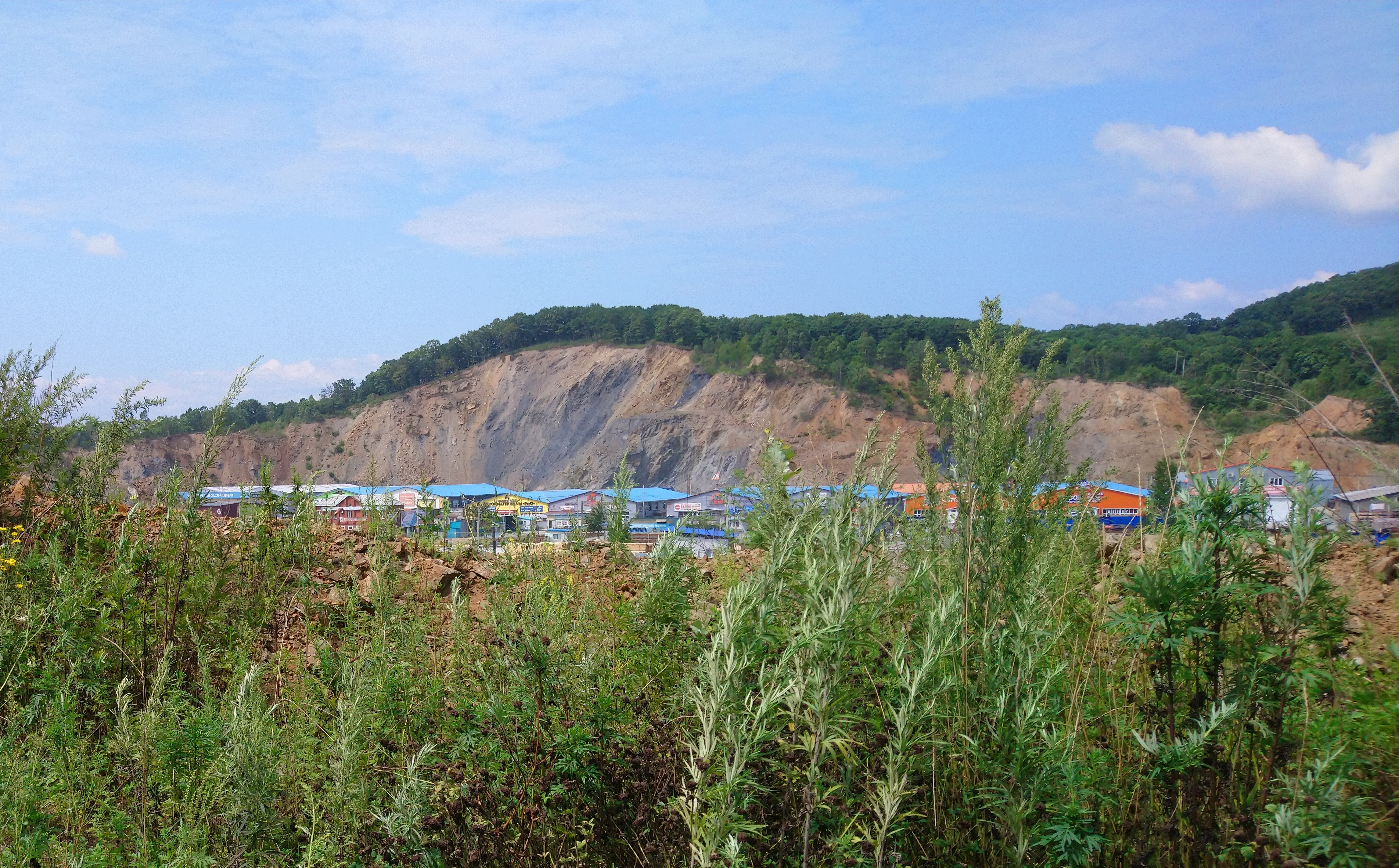
Урочище Волчьи Ворота: карьер[62] месторождения аргиллита
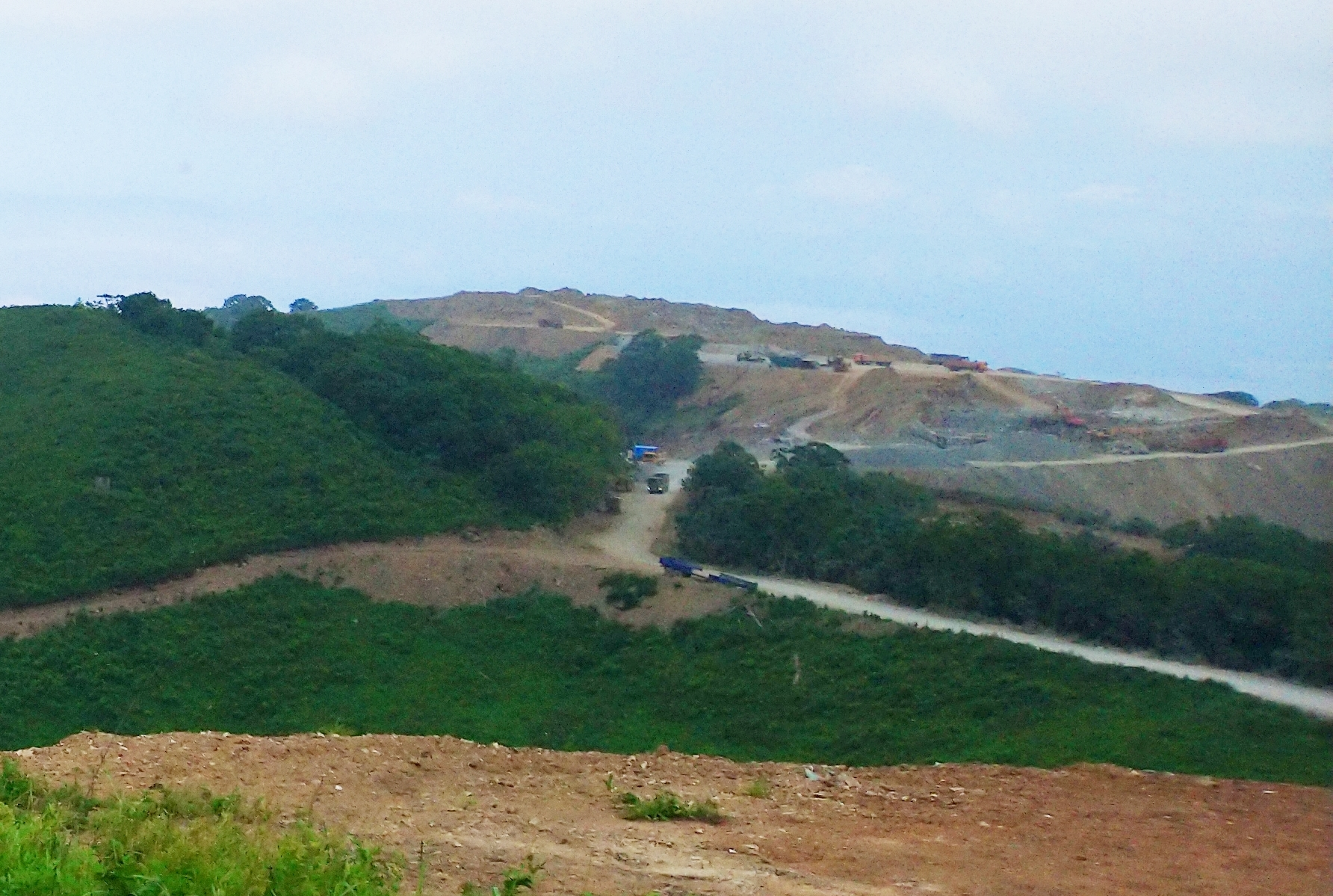
Лагонешт — прежде одна из высочайших вершин, в 2021 году была срезана, превращена в карьер

## Рельеф

### Пади
Пади: Широкая на северо-западной окраине полуострова; Глубокая к востоку от пади Широкой; Елизарова: река Падь Елизарова; Лебединая или Тапауза/Топауза: ключ Тапауза; Тихангоу (река Подосёнова, прежнее название — Тихангоу, впадает в бухту Подосёнова, ручей Большой Тихангоу): «урочище Тихангоу» упоминается в 1909 году, об умершем человеке находкинцы говорят, что он «на Тихангоу» (район городского кладбища); Мокрая; Ходи-Мировская: ключ Ходи-Мировский, река Падь Отрадная; Юзагол в бассейне бухты Прозрачной; Русская; Мокрая; Чепик: названа так «потому, что её хозяин носил чепчик» (Костырина, 2007); Прямая: по ходу автодороги на Находкинский перевал; Барсучиха: через сопку от Поповской пади, на северо-восточной окраине полуострова.
Пади в черте города: Большая (Томиндон) располагалась в районе улицы Спортивной; Малая — в районе Рыбпорта; Ободная: название произошло от того, что «там брали лес, из которого изготовляли полозья для саней и колёса для телег» (Костырина, 2007), в пади Ободной делали бочки под иваси, продукцию на подводах отправляли во Владивосток; Липсури — Чепиков клин: в районе ул. Комсомольской; Поповская в районе ул. Сахалинской.
Ранее были известны: Удельная падь, где предполагалось устроить пристань и склад для Сучанского угля (1911), и 2-я удельная [падь], в которой был выстроен «больших размеров дом Министерством торговли передан Министерству финансов, и ныне остатки дома перевозятся в Находку-Пристань для перестройки из него жилого дома для Находкинского Таможенного поста на участок, переданный Таможенному ведомству по Высочайшему повелению» (1911).

### Горные вершины
Местность полуострова представляет собой сильно расчленённое низкогорье, отроги Сихотэ-Алиня. «Материалы для лоции Восточного океана» (1898) сообщают о хребте на водоразделе заливов Восток и Америка: "В общем-же правый берег залива Восток характеризуется продольным хребтом Восток, имеющим вершину (около 1600 фут высоты: 42°51’45"N) почти на параллели северного берега залива Восток, и посылающим свои поперечные отроги, как к заливу Восток, так и к заливу Америка".
В пределах сопок на водоразделе залив Восток — залив Находка расположены вершины с максимальными высотами на полуострове, из которых высочайшей является вершина высотою 376,9 м (у краеведа В. С. Маратканова высочайшая вершина — гора Крестовая). К северо-западу от Крестовой — гора Лагонешт (367,7 м), названная по бывшему селу Лагонешт. Название горы Хребтовой приводится на сайте РТРС: «Находка (гора Хребтовая), РТС Находка», место расположения телевизионного центра с мачтой высотою 253 м, построен в 1992 году.
Название сопок к северо-западу от пади Ходи-Мировская приводится краеведом В. С. Мараткановым как Змеиный хребет: от скал северного мыса бухты Отрада по хребту проходит дорога, которая ведёт к городской объездной дороге (в направлении наивысшей точки местности — 326,0 м). На южных склонах гор сохранились шахты, в которых когда-то велась добыча золота. К юго-востоку от пади возвышается гора Увальная (190,6 м; единственная вершина полуострова, приведённая в ГКГН). До 1972 года эта гора носила китайское название Большой Юзгол, образованное от компонентов: «ю» — правый, суффикса «цзы» и «гоу» — падь. «Юцзыгоу» — то есть Правая падь. На юге полуострова расположены гора Попова (160,5 м), гора Острая несколько южнее водораздела пади Томиндон и бухты Читуай. На северо-востоке полуострова рядом с территорией ОАО «Комплекс» расположена гора Американка (218,1 м).
Городские сопки: Центральная (к югу от озера Солёного), Лебединая (73,3 м, жителями Американки называлась Кит), Тобольская (66,1 м), Скольдочка (26,4 м), в районе остановки Гагарина — вершина «телевизионный центр» (283,9 м). По воспоминаниям старожила В. Черникова, на месте ПСРЗ прежде стояла сопка, которая была «очень красивой, с двумя вершинами», строители взрывали её несколько лет.

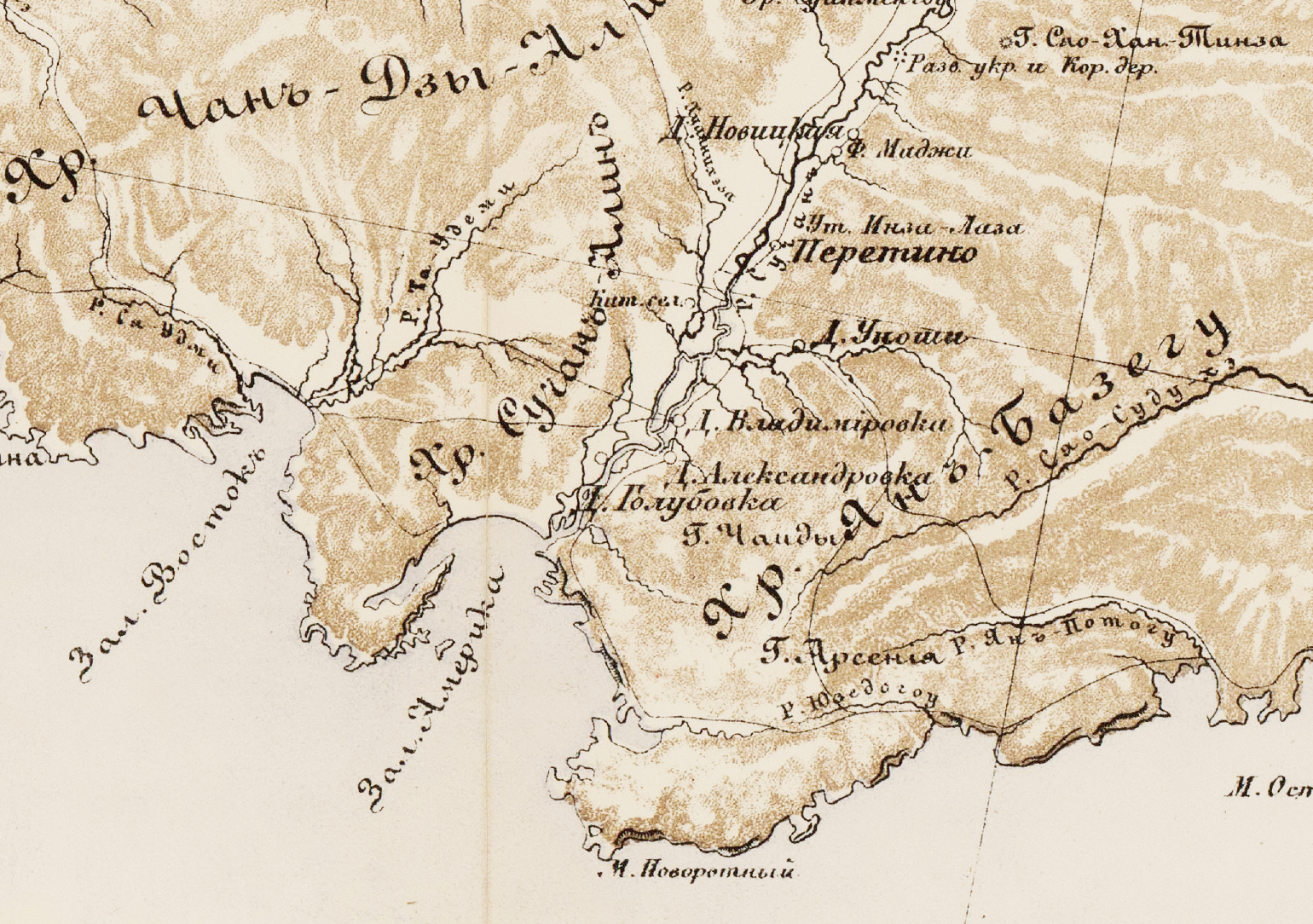
Хребет Сучан-Алинь на карте 1883 года
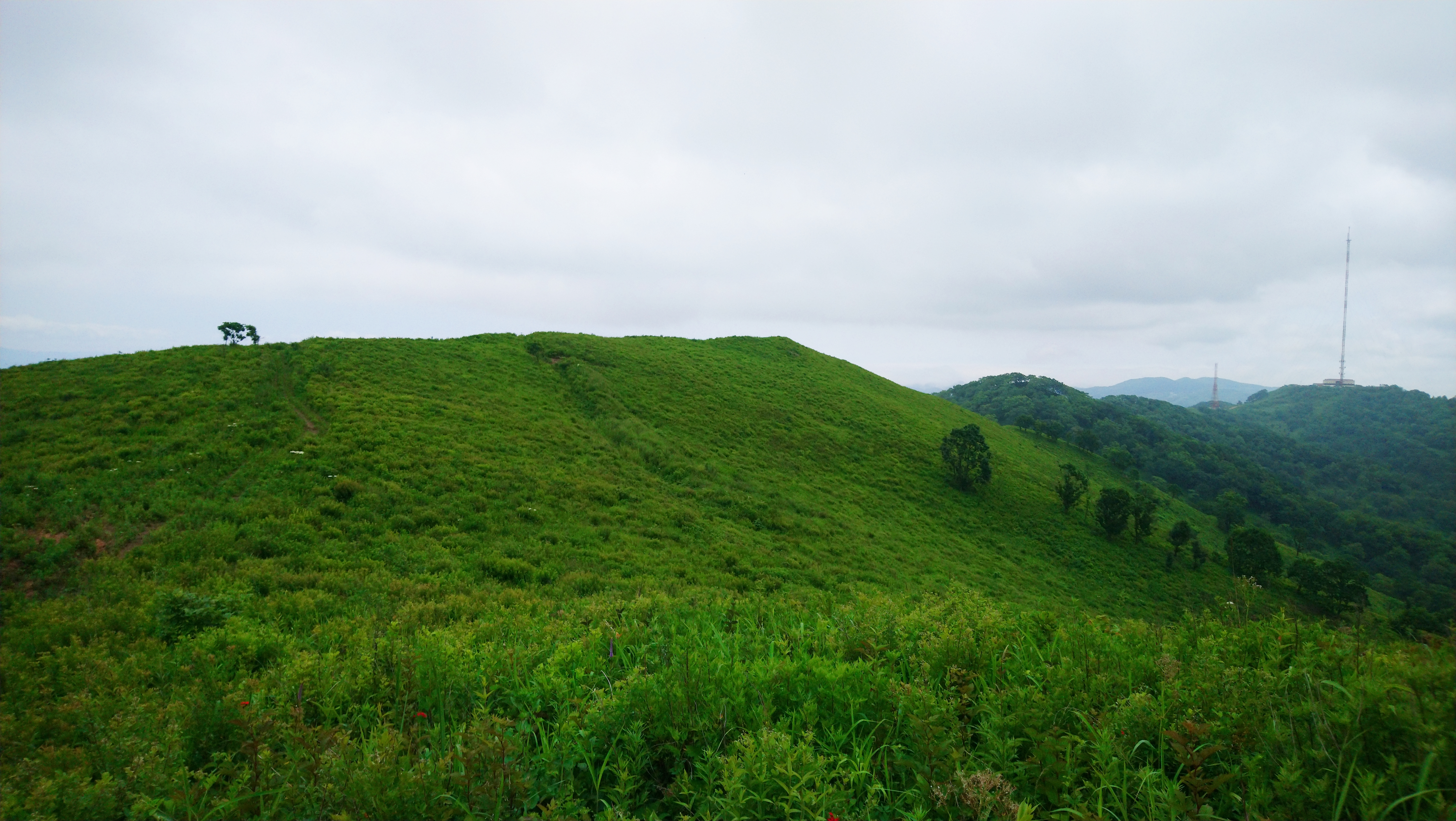
Высочайшая горная вершина полуострова[82] (376,9 м)
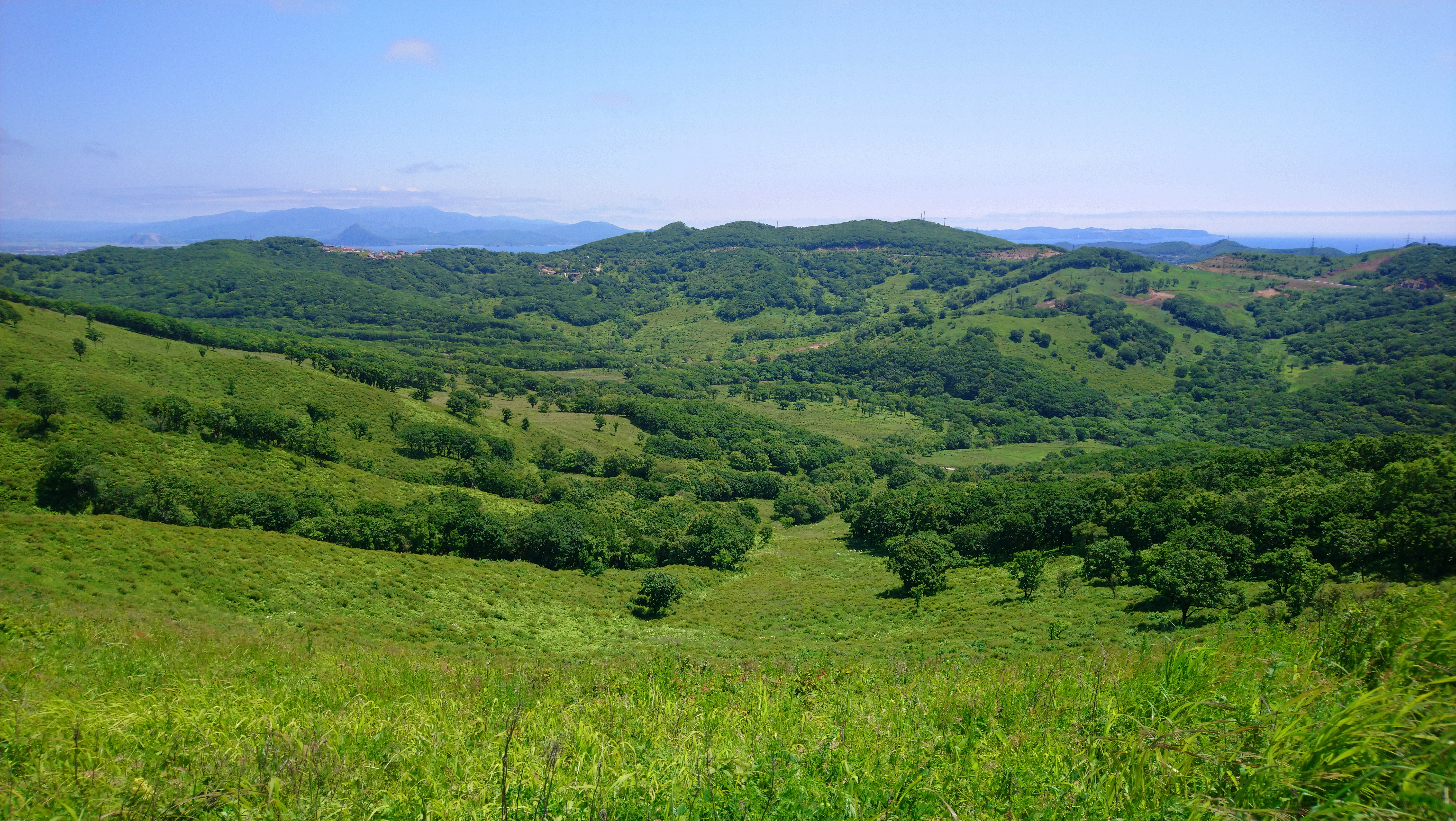
Падь Ходи-Мировская

## Гидрография

### Морской берег
Северная часть берега залива Восток на полуострове изрезана сравнительно слабо. Берег от мыса Подосёнова (восточного входного мыса залива Восток) до залива Находка вначале относительно невысокий, затем он становится скалистым и утёсистым. Берега у мыса Подосёнова возвышенная равнина, которая понижается к югу и вблизи мыса Козина переходит в долину. На берегах бухты Козина имеется широкий песчаный пляж. Небольшие бухты Тунгус, Прогулочная, Прозрачная и Отрада имеют обрывисты берега с обеих сторон, но у вершин — песчаные пляжи. Западный берег залива Находка на полуострове высокий, каменистый и большей частью обрывистый. Мыс Средний — южная оконечность полуострова, отделяющая залив Находка от залива Восток, облицован серыми скалистыми утёсами. Мыс Лихачёва, юго-западная оконечность мыса Средний, представляет собой тёмный и довольно высокий обрыв с отдельными коническими скалами в основании. Северный берег залива на всём протяжении низкий с песчаным пляжем. К нему выходит долина реки Партизанской. Бухта Литовка входит в морской заказник «Залив Восток» с охранной зоной шириной 500 м от уреза воды вдоль сухопутной границы заказника. С западным побережьем полуострова Находку связывают городские автобусные маршруты № 16 и № 17.
Ранее были известны:
- Бухта Матросская (по картам за 1920-е годы)[100].
- Бухта Озерок (по картам за 1920-е годы)[100].
- Мыс Обсерватории в гавани Находка (1874[101], 1892[102]).

### Внутренние водоёмы
Морская терраса на полуострове высотой до 2—3 м — заболоченную низменность с участками трясин. Сильно заболочена устьевая часть реки Партизанской, образующая низменность морской террасы шириной 6—7 км. Озёра Солёное, Лебединое и другие, представляющие собой следы древних лагун, окаймлены болотами. Террасы сложены илами и заиленными песками. Во время ливней терраса покрывается слоем воды высотою до 0,5 м.
Озеро Лебединое на побережье залива Восток площадью 53,7 га. В окрестностях Находки, в 8—9 км к западу от города. Прежние названия — Карасье (1918), Тапауза: от китайского да — «большой», по — «озеро», цзы — суффикс, то есть Дапоцзы — «Большое озеро». В озеро впадает речка, вытекающая из соседнего озера. Озёра, реликтовые лагунные (бассейн ключей Куран). Система четырёх сливающихся ручьёв Куран, ключи системы Куранов. Устье реки Куран севернее мыса Подосёнова.
Озеро Солёное пресное, в древности представляло собой довольно глубокую бухту моря. Городское озеро Лебединое площадью 20 га. Из озера вытекает городская речка Каменка длиною 3,5 км, которая была так названа из-за каменистого дна. Искусственное озеро Приморское, создано в 1967 году. Река Увальная впадала в бухту Прозрачная, прежнее название — Юзагол: от китайского «ю» — правый, суффикса «цзы» и «гоу» — река, падь. Юцзыгоу — «Правая речка». Водопад Находкинский. Расположен между бухтами Козина и Отрада, в ущелье от моря, высота водопада — пять метров.
Ранее были известны:
- Река Финская, впадающая в бухту Находка (Боголюбский, 1876)[115]. Географическо-статистический словарь (1894): «Финская — незначительная речка Приморской области, Южно-Уссурийского края, впадающая в бухту Находка; по ней встречаются знаки золота»[116]. В гавань Находка с обоих берегов впадало много ручьёв, а в вершине гавани — речка (Орехов, 1860)[117].
- Река Лянчихэ при заливе Америка (1910, в районе протоки озера Солёного и устья речки Каменки)[118]: от китайского лян — «два», ча — «развилка, приток», хэ — «река», то есть «Река двух притоков» (Лянчихе — прежнее название реки Богатая в окрестностях Владивостока)[119].
- 1-я, 2-я и 3-я речки: впадали по их положению от Находки от запада к востоку до Сучана. «При устье 3 речки есть озеро, образовавшееся от занесения бухты. Перешеек, отделяющий озеро от залива, болотист и топок, почему видно, что он недавно образовался из наноса с окружающих гор и от прибоя волн залива…» (Боголюбский, 1876)[57].
- Второй ключ — место расположения хутора Коровникова: за кинотехникумом, через болото (Костырина, 2003)[120].
- Ключевое болотце: селение Находка (Булавкина, 1913)[121].

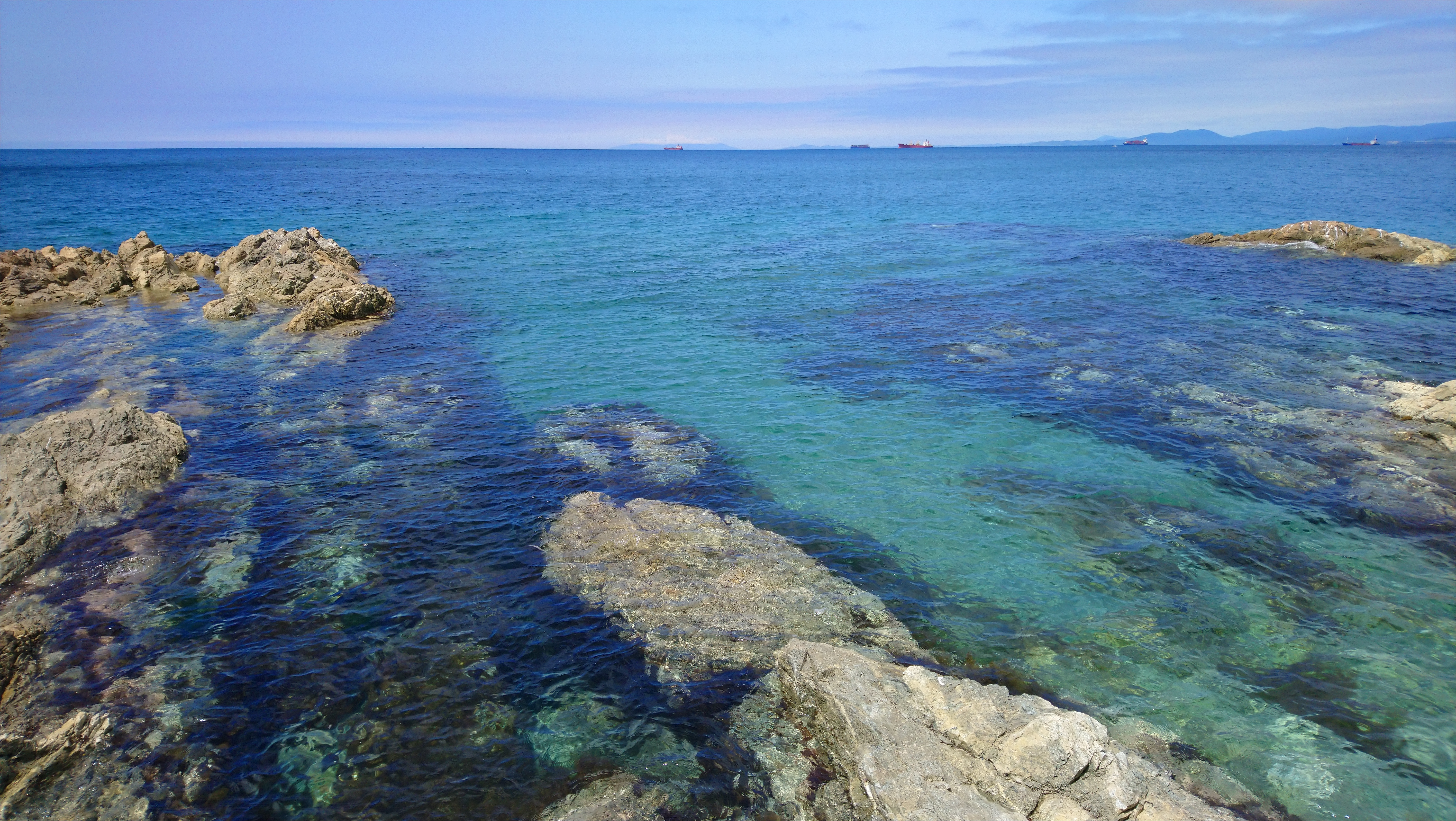
Каменная платформа на прибрежной полосе: в 800 м к северу от бухты Отрада
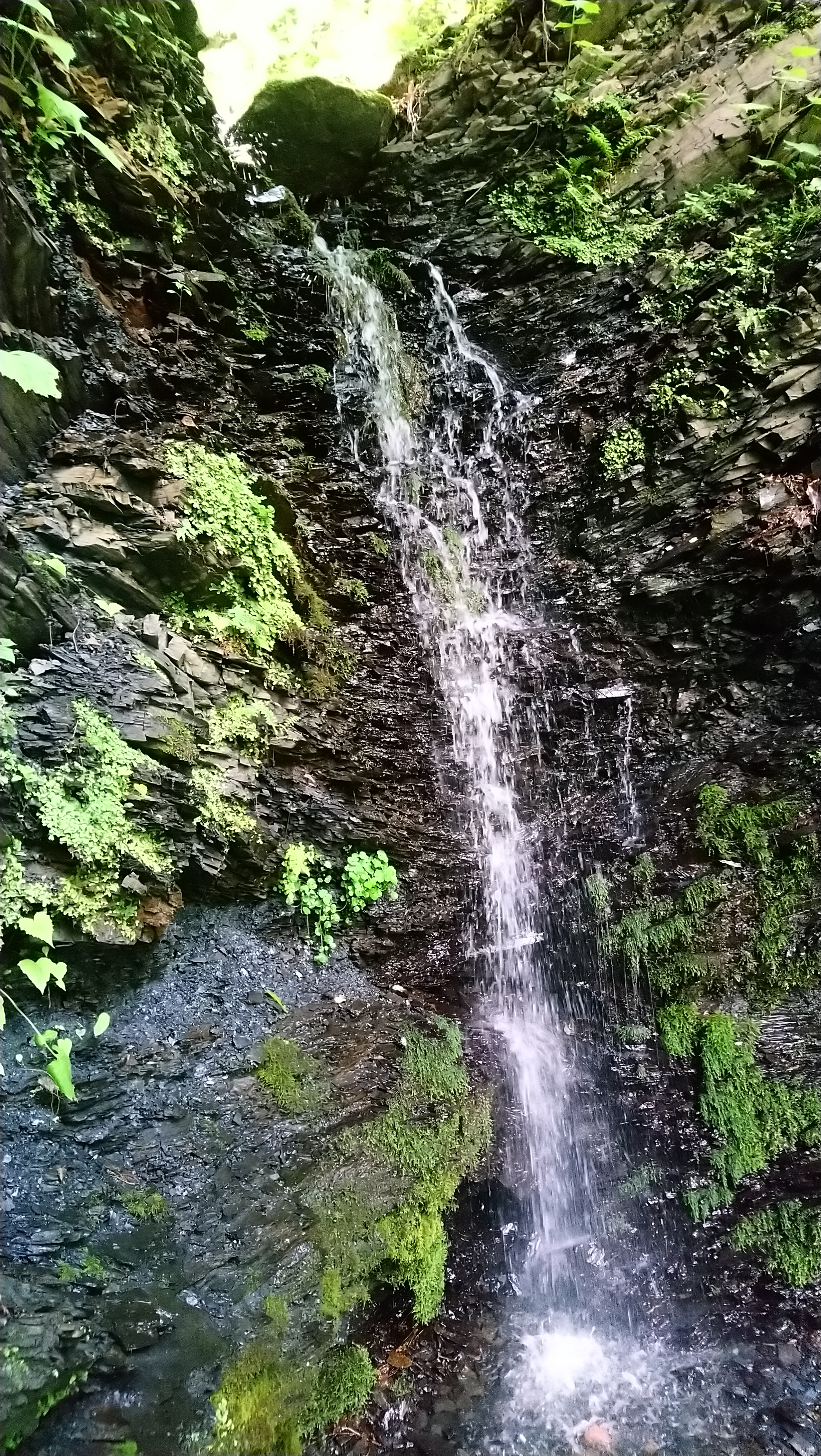
Водопад
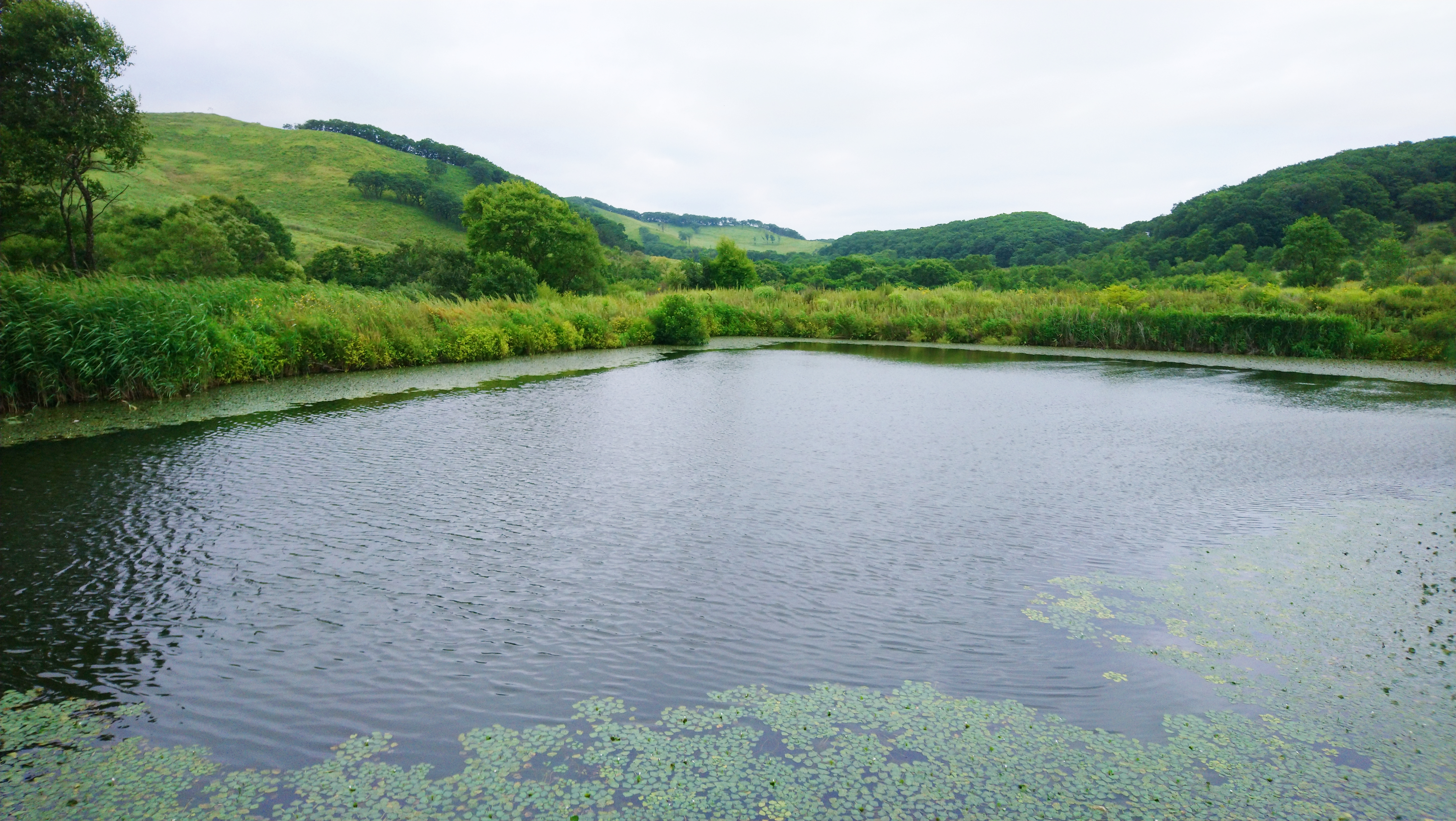
Озеро с водяным орехом маньчжурским

## Флора и фауна
По описаниям А. Ф. Будищева 1883 года: «Горы по всем прибрежным местам залива Америки и бухты Находки также малолесны… Кроме дуба, можно встретить чёрную берёзу, очень редко другие породы». В описании берегов залива Восток и хребта, отделяющего его от залива Америка, 1898 года сообщается, что «долины и внутренние скаты возвышенностей покрыты густым мешаным лесом и кустарниковой и травяной чащей».
Леса полуострова состоят в основном из дуба монгольского, в северной части нередко встречается дуб зубчатый. Здесь представлены горные, равнинные и придолинные типы дубовых лесов. На мелкогорье, в основном в северной части полуострова, получили распространение липовые леса — из липы амурской и липы маньчжурской с присутствием ореха маньчжурского, клёна и граба. Леса в поймах рек и ручьёв состоят из ясеня маньчжурского, ореха маньчжурского, ольхи волосистой и ильма японского. Леса из ясеня преобладают, ограниченно распространены ильмово-ясенёвые, ореховые и волосистоольховые леса. В поймах, над поймами ручьёв, в нижней части увалов и на шлейфах склонов, при устьях на побережье встречаются рощи ольхи японской. Представлены и заболоченные ольшаники. На шлейфах увалов: вблизи устья реки Литовки и в падях Елизарова, Лебединая, Прямая и Безымянная имеются ограниченные участки суходольных лугов. Днища падей в нижнем течении рек состоят из заболоченных лугов. На широкой равнине, примыкающей к устью реки Партизанской, и в нижних частях падей Елизарова, Лебединая, Прямая, Барсучиха, Безымянная, озера Солёного и Тунгус представлена болотная растительность. На морском побережье местами можно встретить супралиторальные луга с колосняком мягким, чиной японской и осокой Кобомуги. На морском побережье и на вершинах сопок вдали от моря распространены степоиды.
Список сосудистых растений полуострова включает 1056 видов. По числу видов флоры полуостров не уступает заповедникам Приморского края: Дальневосточному морскому (967), Кедровой пади (935) и Уссурийскому (865). Большое количество краснокнижных видов концентрируется на хорошо сохранившемся болоте, на примыкающем к нему лугу и в рядом расположенных лесах — в низовье безымянной пади в районе улицы Сахалинской и ОАО «Комплекс». На восточном склоне небольшой сопки в районе школы прапорщиков по северному склону у дороги на ЦМСС расположена роща дуба зубчатого площадью 1500 м². Другая роща дуба зубчатого площадью 500 м² расположена в изгибе северо-восточного склона на берегу бухты Отрада — старейшее сообщество вида в окрестностях Находки и Партизанского района.
Из фауны в окрестностях бухты Находка обитают дальневосточный крот — большая могера, куница харза. В конце XIX века в окрестностях бухты Находка был найдена летучая мышь восточный нетопырь. По воспоминаниям старожила Н. Новокшанова, иногда зимой в Логанешты (1907—1967) заглядывали волки и медведи, косули выходили на деревенские поля. Около 1870 года в находкинской фактории появлялся тигр, в ноябре 2010 года он выходил к озеру Рица.

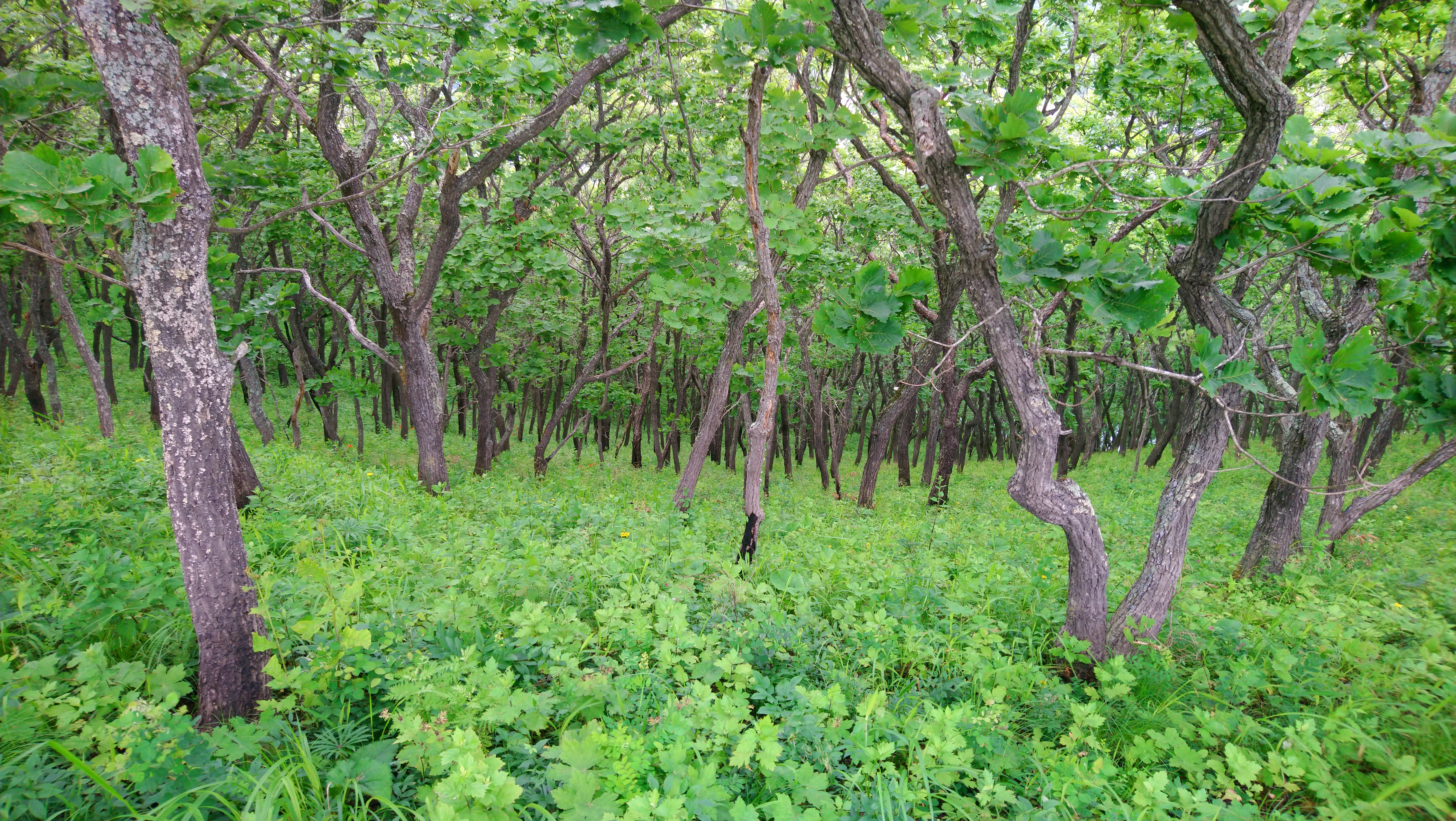
Лес из монгольского дуба у бухты Тунгус
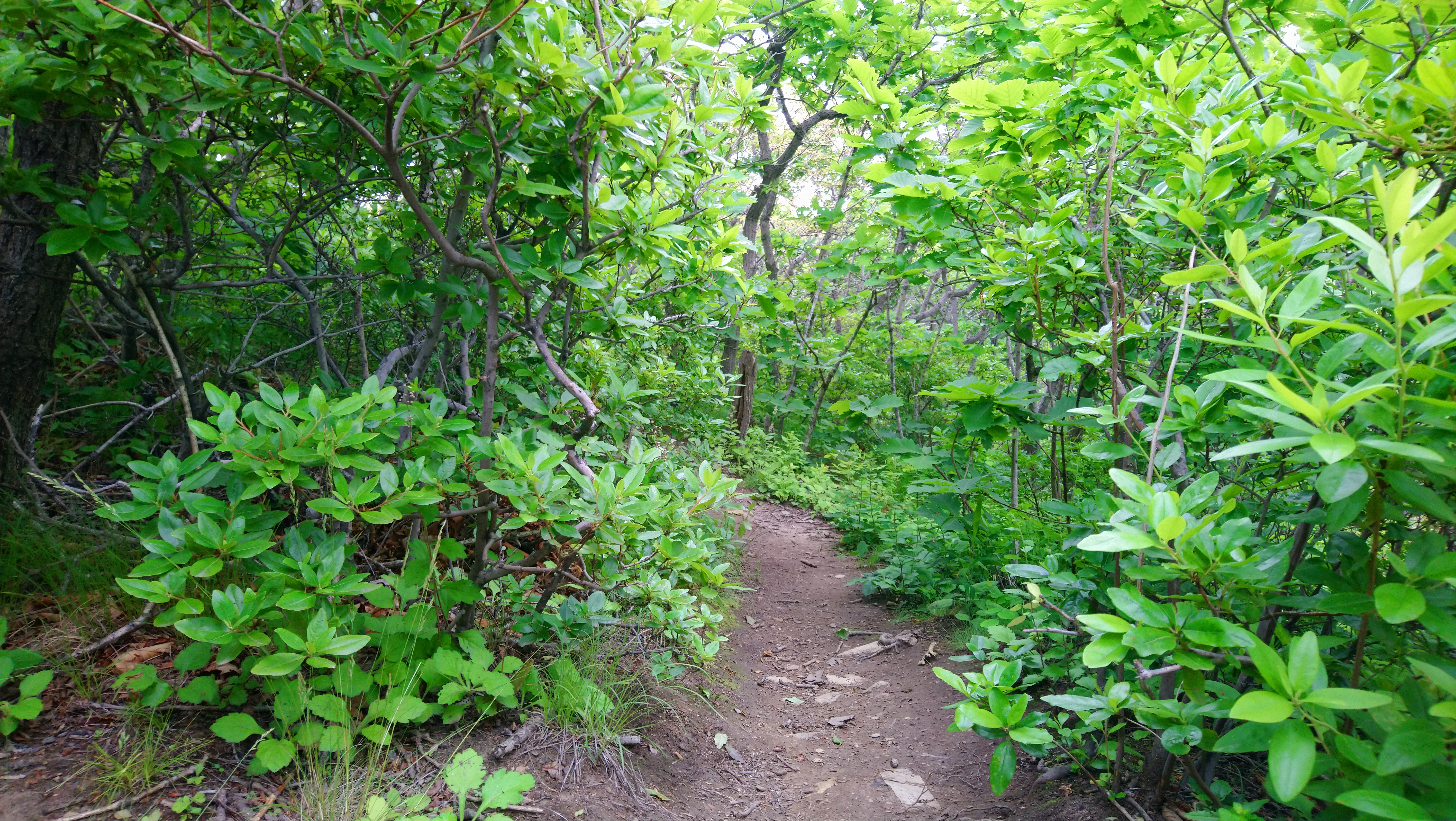
Бересклет на мысе Пассека
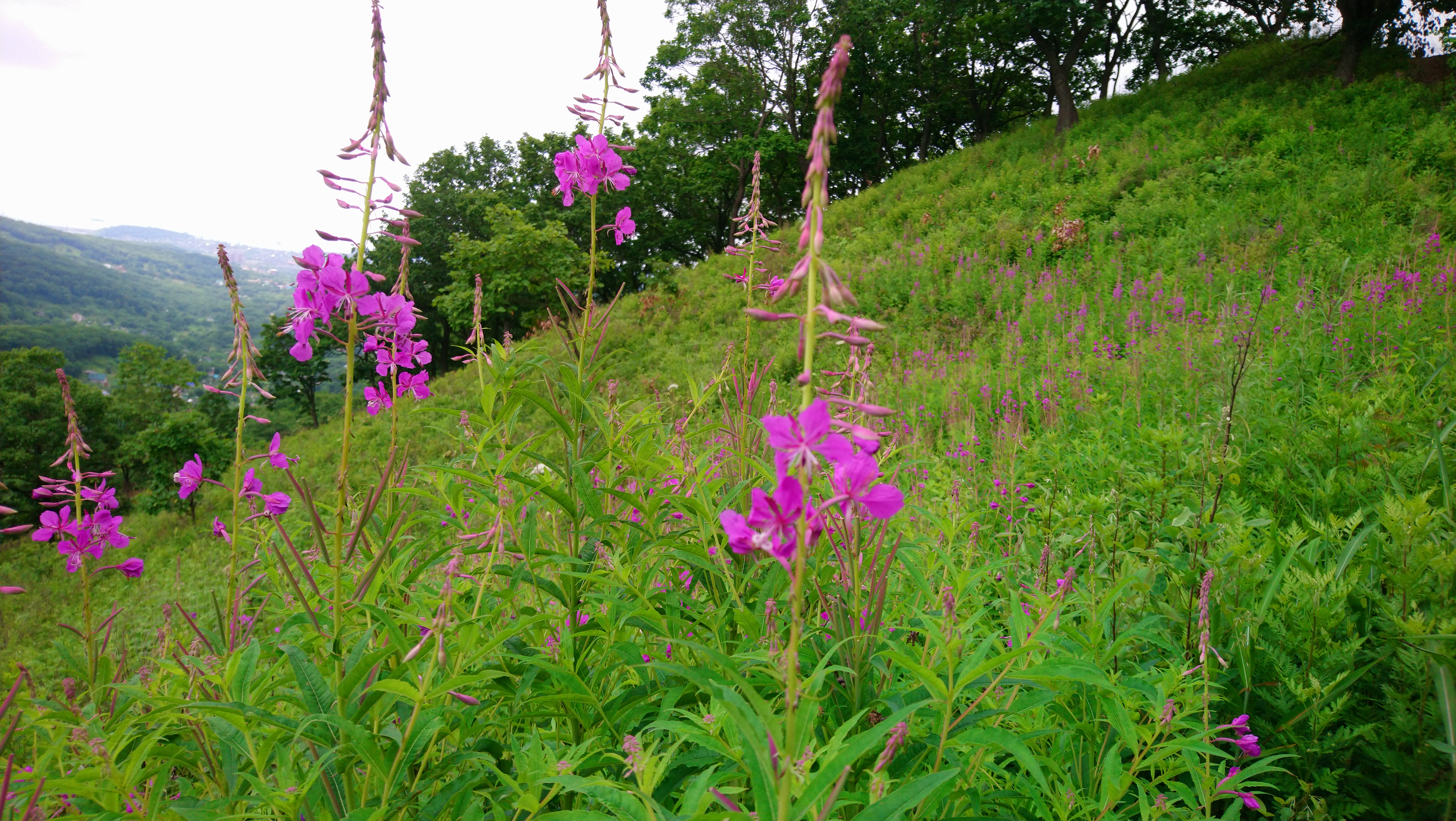
Иван-чай узколистный на склоне сопки в районе пади Чепик

## История заселения

### Археологические памятники
- Поселение раннего железного века (янковская культура) на прибрежной террасе бухты Отрадной, в 6—7 км к западу от Находки[139].
- Поселение раннего железного века (янковская культура) на прибрежной террасе в 3—4 км к северо-западу от бухты Отрадной[139].
- Поселение раннего железного века (янковская культура) на побережье залива Восток, у озера Лебединого, в 8—9 км к западу от Находки[139].
- Поселение, средневековое при въезде в Находку (трасса Владивосток — Находка), на берегу озера[139].
- Стоянка при въезде в Находку (трасса Владивосток — Находка) в 400 м от озера[139].

### Селения удэгейцев, тазов, китайцев и корейцев

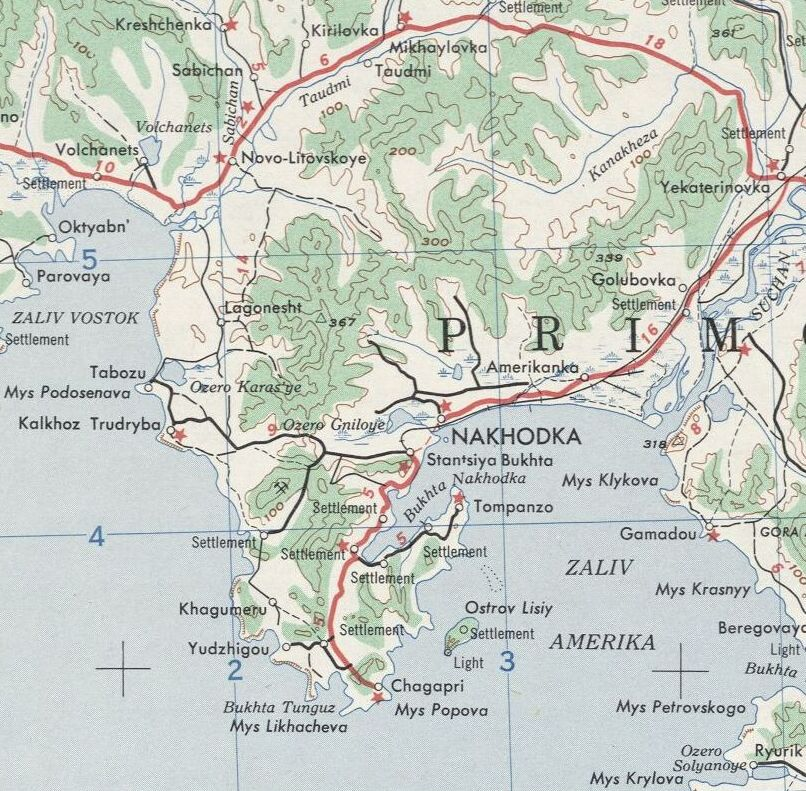
На карте 1947 года показано 16 населённых пунктов на полуострове

В конце XIX века удэгейцы занимали территорию до бухты Находка на юге. Летом 1896 года около бухты Находка была найдена одна семья тазов. В бухте Лонгувай (близ бухты Находка), в фанзе проживало три удэгейца (двое мужчин и одна женщина). Из отчёта РГО за 1899 год: «…Мы отправились в бухту „Находка“. Целью было увидеть в бухте „Лонгувэй“ старика таза и купить у него костяк его жены тазовки… Но оказалось, что старик Ню-дин-ю переселился в бухту „Гущи“, а в его фанзе жили манзы-капустоловы».
По воспоминаниям старожила села Американки М. К. Шевченко: «Здесь в каждой пади жили китайцы и корейцы. В пади Прямой над перевалом было до десяти фанз. Поповская падь — три-четыре фанзы, падь Каменка, падь Барсучиха — фанз десять». Согласно ведомости о месторасположении фанз Сучанского округа (1884) вниз по течению Сучана и далее по западному берегу залива Америка, в бухте Находка в местности под названием Тунхатау (созвучно прежнему китайскому названию бухты Находка: Туй-хан-швуа) рядом друг от друга находились фанзы, владельцами которых были Лю-ди-тай, Тын-жи-мин, Сы-хуан-тау и Тин-джу. В 10 верстах на берегу Японского моря, по направлению на запад, рядом друг с другом проживали Тьян-шин, Ян-фу-мин и Тин-лау-лу. По воспоминаниям старожила Кропачевой, приехавшей в Находку в 1951 году, «в сторону нынешнего Южного микрорайона простирались небольшие отдельные посёлочки, где стояли глиняные китайские жилые фанзы», ещё проживали китайцы.
По переписи 1926 года здесь существовало 23 корейских деревни. Корейские селения утратили значение начиная с 1937 года. В российских архивах документы, подтверждающие присутствие на российской территории в прошлом корейских и китайских поселений, засекречены.

### Бывшие селения
| Селение (центры сельсоветов выделены жирным шрифтом)    | Годы существования/упоминание                                                                               |
| Бухта Находка: «На правом и левом берегу — два селения» | Запись в вахтенном журнале «Америки» (1859)                                                                 |
| Военный пост, первое русское гражданское селение        | 1864—? |
| Фактория Находка                                        | 1867—1873                                                                                                   |
| Поселения финляндцев                                    | ок. 1870 |
| Американка, деревня/посёлок                             | Американский сельсовет, 1907—?                                                                              |
| Тихангоу, село (ныне посёлок Приисковый)                | ?—1967 |
| Тихвангоу, хутор                                        | Логанештенский сельсовет, 1 хозяйство русское, 7 человек                                                    |
| Лагонешт, село                                          | Логанештенский сельсовет, 1907—1967                                                                         |
| Восточный, хутор                                        | Восточный сельсовет, 1907 — уп. 1926                                                                        |
| Мехедова, хутор                                         | Восточный сельсовет, 1 хозяйство русское, 6 человек                                                         |
| Коробковка, хутор                                       | 29 хозяйств в 1917 году                                                                                     |
| Русский, хутор                                          | предп. 1906/1907—1970                                                                                       |
| Тапауза, выселок                                        | Тивангоуский сельсовет, 17 хозяйств, в т. ч. 9 крестьянского типа, 70 человек (1926)                        |
| Находка II бухта                                        | Донхондонский сельсовет, 86 хозяйств, в т. ч. 16 крестьянского типа и 41 корейское, 164 человека (1926)     |
| База Дальлеса, посёлок                                  | Американский сельсовет, 5 хозяйств, в т. ч. 2 русских, 10 человек (1926)                                    |
| Томбанза, хутор (бывш. Лисунова)                        | 252 человека (1926)                                                                                         |
| Дон Хо Дон                                              | селение в районе Моручилища (?—1937), ок. 30 фанз                                                           |
| Чутувай, выселок                                        | Донхондонский сельсовет, 24 хозяйства, в т. ч. 22 крестьянского типа, 96 человек (1926)                     |
| Большая Юдигоу, хутор                                   | Американский сельсовет, 5 хозяйств, в т. ч. 4 русских, 33 человека (1926)                                   |
| Янгувай                                                 | Донхондонский сельсовет, 40 хозяйств, 254 человека (1926)                                                   |
| Юданза                                                  | Дохондонский сельсовет, 18 хозяйств, в т. ч. 16 крестьянского типа, 102 человека (1926)                     |
| Людянза, посёлок                                        | ?—1967, Американский сельсовет, 2 хозяйства, в т. ч. 1 русское, 5 человек (1926)                            |
| Донбанза-бухта, посёлок                                 | Донхондонский сельсовет, 96 хозяйств, в том числе 45 крестьянского типа и 52 корейских, 223 человека (1926) |
| Даендон (Ворон), посёлок                                | Донхондонский сельсовет, 56 человек (1926)                                                                  |
| Верхний Даендон                                         | Донхондонский сельсовет, 76 человек (1926)                                                                  |
| Нижний Даендон                                          | Донхондонский сельсовет, 102 человека (1926)                                                                |
| Средний Даендон                                         | Донхондонский сельсовет, 89 человек (1926)                                                                  |
| Еншидон, посёлок                                        | Донхондонский сельсовет, 64 человека (1926)                                                                 |
| Намяндон, выселок                                       | Донхондонский сельсовет, 68 человек (1926)                                                                  |
| Соендон, посёлок                                        | Дохондонский сельсовет, 176 человек (1926)                                                                  |
| Тюннендон, посёлок                                      | Донхондонский сельсовет, 72 человека (1926)                                                                 |
| Шиннендон, выселок                                      | Дохондонский сельсовет, 96 человек (1926)                                                                   |
| Большая Юдигоу, выселок                                 | Тивангоуский сельсовет, 58 хозяйств, в том числе 56 крестьянского типа и 58 корейских, 357 человек (1926)   |
| Малая Юдигоу                                            | Тивангоуский сельсовет, 55 человек (1926)                                                                   |
| Гымседон, выселок                                       | Тивангоуский сельсовет, 58 хозяйств, в том числе 56 крестьянского типа и 58 корейских, 374 человека (1926)  |
| Сындицоп                                                | Тивангоуский сельсовет, 23 хозяйств, в том числе 20 крестьянского типа и 23 корейских, 134 человека (1926)  |
| Тиендон (Цлеидон)                                       | Тивангоуский сельсовет, 333 человека (1926)                                                                 |
| Хвасандон, выселок                                      | Тивангоуский сельсовет, 144 человека (1926)                                                                 |
| Хенадон, выселок                                        | Тивангоуский сельсовет, 68 человек (1926)                                                                   |
| Зорька, хутор                                           | Американский сельсовет, 47 человек (1926) или 10 человек (1926); располагался на месте Рыбпорта             |
| Находка I бухта, посёлок                                | Американский сельсовет, 37 хозяйств, в том числе 21 крестьянского типа и 31 русское, 129 человек (1926)     |
| Находка, посёлок                                        | уп. 1910—1950                                                                                               |

## Объекты береговой обороны Владивостока
Рост военной напряжённости на восточных границах СССР с конца 1920-х годов вынудил принять срочные меры по укреплению побережья в районе Владивостока. Заливы Восток и Америка являлись десантоопасными участками побережья на дальних подступах к Владивостоку.

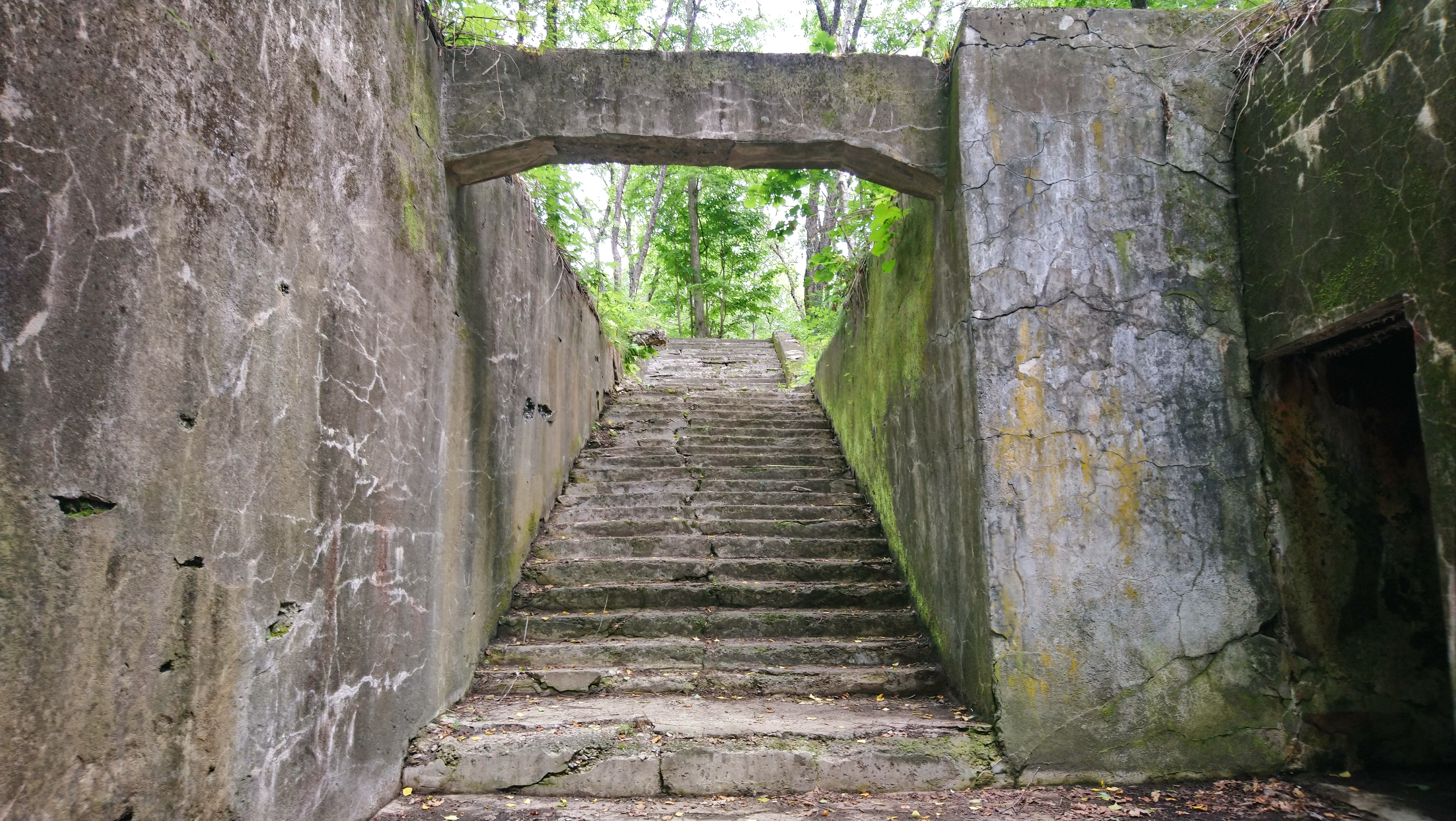
Лестница, ведущая в подземную часть блока № 1 на батарее № 905

- Батарея № 905 — комплекс сооружений, разбросанных на расстоянии около 1,5 км к северу от бухты Тунгус. Строилась в 1934—1935 годах[166].
- Батарея № 906 — облегчённая[166] батарея на мысе Попова, имелось четыре 152-мм пушки Канэ[167]. Построена в 1935 году[166].
- Батарея № 27 на мысе Подосёнова, имела четыре 152-мм пушки Канэ[167]. Первоначально входила в Сучанский укреплённый район, затем была передана в Шкотовский укреплённый район[166].
- Батарея № 100 на мысе Подосёнова, имела три 45-мм пушки 21-К[167].
- Доты «Находка», «Песчаная» и «Парус» на побережье от бухты Находка до устья реки Партизанской. Построены в 1934 году. Орудийный полукапонир «Находка»[168]. Доты «Людянза», «Тунгус» и «Лигабур» для защиты побережья в районе расположения батарей № 905 и 906. Построены в 1938—1939 годах. Тогда же был построен дот на северном берегу залива Восток. Строительство этих объектов вело УНР-112. Все доты и полукапониры Сучанского укреплённого района находились в ведении 67-го отдельного пулемётного батальона и 21-й отдельной пулемётной роты. В 1940 году все объекты на берегу залива Восток перешли в Шкотовский сектор береговой обороны[168].